# 11509 Thersilochos
11509 Thersilochos è un asteroide troiano di Giove del campo troiano. Scoperto nel 1990, presenta un'orbita caratterizzata da un semiasse maggiore pari a 5,1798837 UA e da un'eccentricità di 0,1422384, inclinata di 18,50210° rispetto all'eclittica.
L'asteroide è dedicato a Tersiloco, un combattente peone ucciso da Achille nella guerra di Troia.